# Kay Mellor
Kay Mellor (Leeds, 11 de mayo de 1951-15 de mayo de 2022) fue una actriz inglesa, guionista, y directora reconocida por su trabajo en varias series británicas de televisión exitosas.

## Primeros años
Nació en Leeds. Hija de padre católico, George, y una madre judía, Dinah. Tiene un hermano mayor, Robert. Sus padres se divorciaron cuando era joven y fue criada por su madre.
Estudió en Bretton Hall College (ahora parte de la Universidad de Leeds) y se graduó en 1983. Residió en Leeds con su marido Anthony Mellor, casados en 1967. Este tiene dos hijas: la actriz Gaynor Faye y la productora televisiva Yvonne Francas.[cita requerida]

## Carrera
Como escritora, empezó a trabajar para Granada Television en los años 80, escribiendo para su telenovela más popular Coronation Street, el programa más visto de la cadena ITV. En 1989, Mellor también escribió un episodio para la famosa telenovela Brookside de Canal 4.
También escribió en la antología de la serie Dramarama, antes de que en 1988 co-creara la serie de televisión infantil Childen's Ward con su colega de Coronation Street, Paul Abbott. También creó la telenovela Families, la cual estuvo emitiéndose en antena de 1990 hasta 1993. Desde entonces, Mellor  ha escrito una multitud de series de televisión muy aclamadas y populares en Reino Unido, incluyendo Band of Gold (1995), Playing the Field (1998) para BBC One, Fat Friends (2000), Between the Sheets (2003) y Strictly Confidential (2006) para ITV.
En 1999, escribió y dirigió la película Fanny and Elvis, protagonizada por Ray Winstone. En su carrera paralela como actriz televisiva, Mellor ha aparecido en su adaptación propia de Jane Eyre (1997) y en otras series, como la obra de comedia Stan the Man (2002) y en Gifted (2003). En julio de 2006, otra de sus series, llamada The Chase, se emitió en BBC One. Mellor escribió y dirigió la serie de dos partes A Passionate Woman, basada en su obra de teatro de 1992, que se emitió en BBC One en abril de 2010.  En 2012 escribió otra serie de BBC, The Syndicate, de la que se emitieron las segunda y tercera temporada en 2013 y 2015 respectivamente. En 2014, se emitió por primera vez su serie In The Club.[cita requerida]
Fue nombrada Agente del Orden del Imperio británico (OBE) en 2009. En 2016, se convirtió en Socia de la Royal Television Society.
Apareció en el programa This is Your Life en el 2000, cuando fue sorprendida por Michael Aspel. También apareció en los Desert Island Discs de la BBC en 2017.